# Koncert za violu i orkestar u c-molu (Casadesus)
Koncert za violu i orkestar u c-molu je solistički koncert koji je skladao Henri Casadesus i podmetnuo ga 1947. godine kao novootkriveno djelo Johanna Christiana Bacha. Podvala je otkrivena poslije Casadesusove smrti, ali kako je Casadesus praktički anoniman, uz Koncert se i dalje zbog popularizacije skoro redovito navodi "Koncert u stilu J. C. Bacha" ili dvojna oznaka autorstva "J. C. Bach/Casadesus".

## Nastanak
Henri Gustave Casadesus bio je francuski skladatelj i violist. Jedan je od začetnika autentizma u Francuskoj (autentična glazbala i način sviranja iz starijih glazbenih razdoblja, uglavnom baroka). S Camilleom Saint-Saënsom osnovao je 1901. "Koncertno društvo starih glazbala" (fr. Société de concerts des instruments anciens). Društvo je u stvari kvintet starih glazbala čiji su članovi bili iz obitelji Casadesus. Kvintet je služio za plasiranje krivotvorina, "otkrivenih" djela starih skladatelja, kao što su Händel, Mozart i dva Bacha.
U povijesti glazbe mnogi skladatelji, da bi na sebe skrenuli pozornost, svoja djela predstavljali su kao novootkrivena djela pokojnih slavnih skladatelja. Najpoznatiji od njih svakako je Fritz Kreisler, koji je 16 svojih djela pripisao drugim skladateljima. Braća Henri i Marius Casadesus imaju nekoliko takvih (otkrivenih) podvala:
- Koncert za violinu i orkestar u D-duru, Adélaïde, pripisan Mozartu (Marius)
- Koncert za violu i orkestar u h-molu, pripisan Händelu (Henri)
- Koncert za violu i orkestar u c-molu, pripisan J. C. Bachu (Henri)
- Koncert za violu i orkestar u D-duru, pripisan C. P. E. Bachu (Henri).

Koncert za violu i orkestar u c-molu jedan je u nizu Henrijevih podvala. Objavljen je 1947. godine kao novootkriveno djelo Johanna Christiana Bacha. U predgovoru je Casadesus iskonstruirao priču da je djelo 1916. godine dobio od Camillea Saint-Saënsa, a Bach ga je navodno napisao za gambistu Carla Friedricha Abela i Abel ga je 1789. izveo u stanu koji je s Bachom dijelio u Londonu.
Smatra se da viola nije pogodno solističko glazbalo, te je za nju malo skladanih djela. Nedostatak literature za violu iskoristio je Henri Casadesus i "otkrio" novo Bachovo djelo, koje su violisti odmah uvrstili u svoj repertoar, što vjerojatno ne bi bio slučaj da ga je objavio pod svojim imenom.

## O glazbi
Casadesus ne pokušava oponašati stil J. C. Bacha, te glazba više odgovara stilu romantizma nego klasicizma. I preglomazna orkestracija ne odgovara klasicizmu. Struktura je ipak u klasičnom stilu, s brzim prvim i trećim, te sporim srednjim stavkom.
Orkestracija: solo viola, 2 flaute, 2 oboe, 2 fagota, 2 roga, 2 trube, timpani, gudači
Tonalitet: c-mol
1. Allegro molto ma maestoso
2. Adagio molto espressivo
3. Allegro molto energico

Trajanje koncerta je oko 15 minuta.